# Neoblasta
Neoblasta là một chi bướm đêm thuộc họ Geometridae.